# Stráž (Domažlice)
Stráž è un comune della Repubblica Ceca facente parte del distretto di Domažlice, nella regione di Plzeň.